# Pardosa injucunda
Pardosa injucunda este o specie de păianjeni din genul Pardosa, familia Lycosidae. A fost descrisă pentru prima dată de O. P.-cambridge, 1876. Conform Catalogue of Life specia Pardosa injucunda nu are subspecii cunoscute.